# Виндава (футбольный клуб)
Футбо́льный клуб «Ви́ндава» (латыш. Futbola klubs „Vindava”) — бывший латвийский футбольный клуб из города Вентспилс.

## История
23 марта 2007 года на участие в Первой лиге Латвии был заявлен футбольный клуб «Виндава», который был образован на базе ранее выступавшего во Второй лиге клуба «Хонда». 30 марта было зарегистрировано о́бщество «Футбо́льный клуб „Ви́ндава“».
В своём дебютном сезоне в Первой лиге «Виндава» сразу заняла 1-е место, на одно очко опередив резекненскую «Блазму», тем самым завоевав право в следующем году выступать в Высшей лиге.
Сезон 2008 года клуб «Виндава» достойно показал себя в Высшей лиге, заняв 8-е место в конкуренции 10 команд. Однако, уже в первые дни 2009 года в новостях прозвучала информация, что общество «Футбольный клуб „Виндава“» якобы банкротировало, и, следовательно, футбольный клуб более не будет существовать. Однако, главный тренер «Виндавы» Андрей Лапса не стал ничего утверждать, порекомендовав дождаться официальных заявлений от руководства клуба.
12 января 2009 года руководство клуба официально заявило, что отказывается от участия профессиональной команды в Высшей лиге и Кубке Латвии, из-за финансового и футбольного кризиса в стране, а также открытого причинения вреда клубу и лоббирования чужих интересов со стороны городских властей. Со своими игроками «Виндава» спокойно расторгла контракты, а также помогла найти им новые рабочие места.
В дальнейшем «Виндава» намеревалась заниматься поддержкой детского, юношеского и ветеранского футбола, а также поддержкой любительского футбола, но через год, 10 марта 2010 года, общество было полностью ликвидировано.

## Результаты выступлений
| Сезон | Лига        | Место | И  | В  | Н | П  | Голы   | О  |  | Кубок      |
| ----- | ----------- | ----- | -- | -- | - | -- | ------ | -- |  | ---------- |
| 2007  | Первая лига | 1     | 30 | 26 | 2 | 2  | 116‒11 | 80 |  | 1/8 финала |
| 2008  | Высшая лига | 8     | 30 | 9  | 9 | 12 | 27‒41  | 36 |  | 1/4 финала |

## Достижения и рекорды
- Победитель Первой лиги Латвии 2007 года.
- Четвертьфиналист Кубка Латвии 2008 года.
- 8-е место чемпионата Высшей лиги Латвии 2008 года.

## Главные тренеры
- Андрей Лапса (2007—2008)
- Вадим Новик (2008; и. о.)[7]

## Известные игроки
- Александр Власов
- Андрис Кувшинов
- Виктор Лукашевич
- Валериюс Мижигурскис
- Вадим Явойш